# 霜疫霉属
霜疫霉属（学名：Peronophythora）是腐霉科下的一个属。也有划归霜疫霉科的。荔枝霜疫霉产生的荔枝霜疫霉病不仅造成采前的大量减产,而且也是采后贮运保鲜期间的主要致病菌，已成为影响荔枝果实产量和质量的重要因素。

## 下属物种
本属包括以下物种：
- 荔枝霜疫霉 Phytophthora litchii (C.C. Chen ex W.H. Ko, H.S. Chang, H.J. Su, C.C. Chen & L.S. Leu) Voglmayr, Göker, Riethm. & Oberw.[2]